# Association Sportive Kaloum Star
L'Association Sportive Kaloum Star és un club de futbol guineà de la ciutat de Conakry.
Als anys 60 fou conegut com a Conacry I. Fou finalista de la Copa de la CAF de futbol l'any 1995.

## Palmarès
- Lliga guineana de futbol:[2]
  - 1965, 1969, 1970 (com a Conacry I)
  - 1980, 1981, 1984, 1987, 1993, 1995, 1996, 1998, 2007
- Copa guineana de futbol:[3]
  - 1985, 1997, 1998, 2001, 2005, 2007
- Torneig Ruski Alumini:
  - 2003, 2007

## Plantilla març de 2015
| N. | Pos. | Nac. | Jugador                |
| -- | ---- | --- | ---------------------- |
| 1  | DAV  | [[Fitxer:Flag of Guinea.svg\|23x15px\|border \|alt=Guinea\|link=Selecció de futbol de Guinea\|{{#if:\|]]     | Aboubacar Sylla Iyanga |
| 2  | POR  | [[Fitxer:Flag of Guinea.svg\|23x15px\|border \|alt=Guinea\|link=Selecció de futbol de Guinea\|{{#if:\|]]     | M'Bemba Camara         |
| 3  | DEF  | [[Fitxer:Flag of Guinea.svg\|23x15px\|border \|alt=Guinea\|link=Selecció de futbol de Guinea\|{{#if:\|]]     | Abdoul Aziz Keita      |
| 4  | DEF  | [[Fitxer:Flag of Guinea.svg\|23x15px\|border \|alt=Guinea\|link=Selecció de futbol de Guinea\|{{#if:\|]]     | Babacar Camara         |
| 5  | MIG  | [[Fitxer:Flag of Mali.svg\|23x15px\|border \|alt=Mali\|link=Selecció de futbol de Mali\|{{#if:\|]]           | Mandala Konté          |
| 6  | DEF  | [[Fitxer:Flag of Senegal.svg\|23x15px\|border \|alt=Senegal\|link=Selecció de futbol del Senegal\|{{#if:\|]] | Souleymane Badji       |
| 7  | MIG  | [[Fitxer:Flag of Mali.svg\|23x15px\|border \|alt=Mali\|link=Selecció de futbol de Mali\|{{#if:\|]]           | Cheick Oumar Ballo     |
| 8  | MIG  | [[Fitxer:Flag of Guinea.svg\|23x15px\|border \|alt=Guinea\|link=Selecció de futbol de Guinea\|{{#if:\|]]     | Ibrahima Sory Soumah   |
| 9  | DEF  | [[Fitxer:Flag of Guinea.svg\|23x15px\|border \|alt=Guinea\|link=Selecció de futbol de Guinea\|{{#if:\|]]     | Alseny Camara          |
| 10 | DAV  | [[Fitxer:Flag of Guinea.svg\|23x15px\|border \|alt=Guinea\|link=Selecció de futbol de Guinea\|{{#if:\|]]     | Rachid Toure           |
| 11 | DAV  | [[Fitxer:Flag of Senegal.svg\|23x15px\|border \|alt=Senegal\|link=Selecció de futbol del Senegal\|{{#if:\|]] | Moussa Diawara         |
| 12 | DAV  | [[Fitxer:Flag of Guinea.svg\|23x15px\|border \|alt=Guinea\|link=Selecció de futbol de Guinea\|{{#if:\|]]     | Alsény Camara Agogo    |
| 13 | DEF  | [[Fitxer:Flag of Guinea.svg\|23x15px\|border \|alt=Guinea\|link=Selecció de futbol de Guinea\|{{#if:\|]]     | Alseny Bangoura        |

| N. | Pos. | Nac. | Jugador           |
| -- | ---- | --- | ----------------- |
| 14 | MIG  | [[Fitxer:Flag of Côte d'Ivoire.svg\|23x15px\|border \|alt=Costa d'Ivori\|link=Selecció de futbol de la Costa d'Ivori\|{{#if:\|]]                                                            | Kevin Zougoula    |
| 15 | DAV  | [[Fitxer:Flag of the Democratic Republic of the Congo.svg\|23x15px\|border \|alt=República Democràtica del Congo\|link=Selecció de futbol de la República Democràtica del Congo\|{{#if:\|]] | Kabongo Kassongo  |
| 16 | DEF  | [[Fitxer:Flag of Burkina Faso.svg\|23x15px\|border \|alt=Burkina Faso\|link=Selecció de futbol de Burkina Faso\|{{#if:\|]]                                                                  | Issa Gouo         |
| 17 | MIG  | [[Fitxer:Flag of Côte d'Ivoire.svg\|23x15px\|border \|alt=Costa d'Ivori\|link=Selecció de futbol de la Costa d'Ivori\|{{#if:\|]]                                                            | Alain Jaques Tano |
| 18 | POR  | [[Fitxer:Flag of Guinea.svg\|23x15px\|border \|alt=Guinea\|link=Selecció de futbol de Guinea\|{{#if:\|]]                                                                                    | Youssouf Toure    |
| 19 | DEF  | [[Fitxer:Flag of Côte d'Ivoire.svg\|23x15px\|border \|alt=Costa d'Ivori\|link=Selecció de futbol de la Costa d'Ivori\|{{#if:\|]]                                                            | Ben Adama Banh    |
| 20 | MIG  | [[Fitxer:Flag of Guinea.svg\|23x15px\|border \|alt=Guinea\|link=Selecció de futbol de Guinea\|{{#if:\|]]                                                                                    | Mohamed Thiam     |
| 21 | MIG  | [[Fitxer:Flag of Guinea.svg\|23x15px\|border \|alt=Guinea\|link=Selecció de futbol de Guinea\|{{#if:\|]]                                                                                    | Thomas Bangoura   |
| 22 | DEF  | [[Fitxer:Flag of Guinea.svg\|23x15px\|border \|alt=Guinea\|link=Selecció de futbol de Guinea\|{{#if:\|]]                                                                                    | M'bemba Sylla     |
| 23 | DAV  | [[Fitxer:Flag of Burkina Faso.svg\|23x15px\|border \|alt=Burkina Faso\|link=Selecció de futbol de Burkina Faso\|{{#if:\|]]                                                                  | Saidou Sow        |
| 24 | DAV  | [[Fitxer:Flag of Guinea.svg\|23x15px\|border \|alt=Guinea\|link=Selecció de futbol de Guinea\|{{#if:\|]]                                                                                    | Malick Soumah     |
| 25 | MIG  | [[Fitxer:Flag of Mali.svg\|23x15px\|border \|alt=Mali\|link=Selecció de futbol de Mali\|{{#if:\|]]                                                                                          | Mamadou Kouyate   |